# Iren Rosdobudko

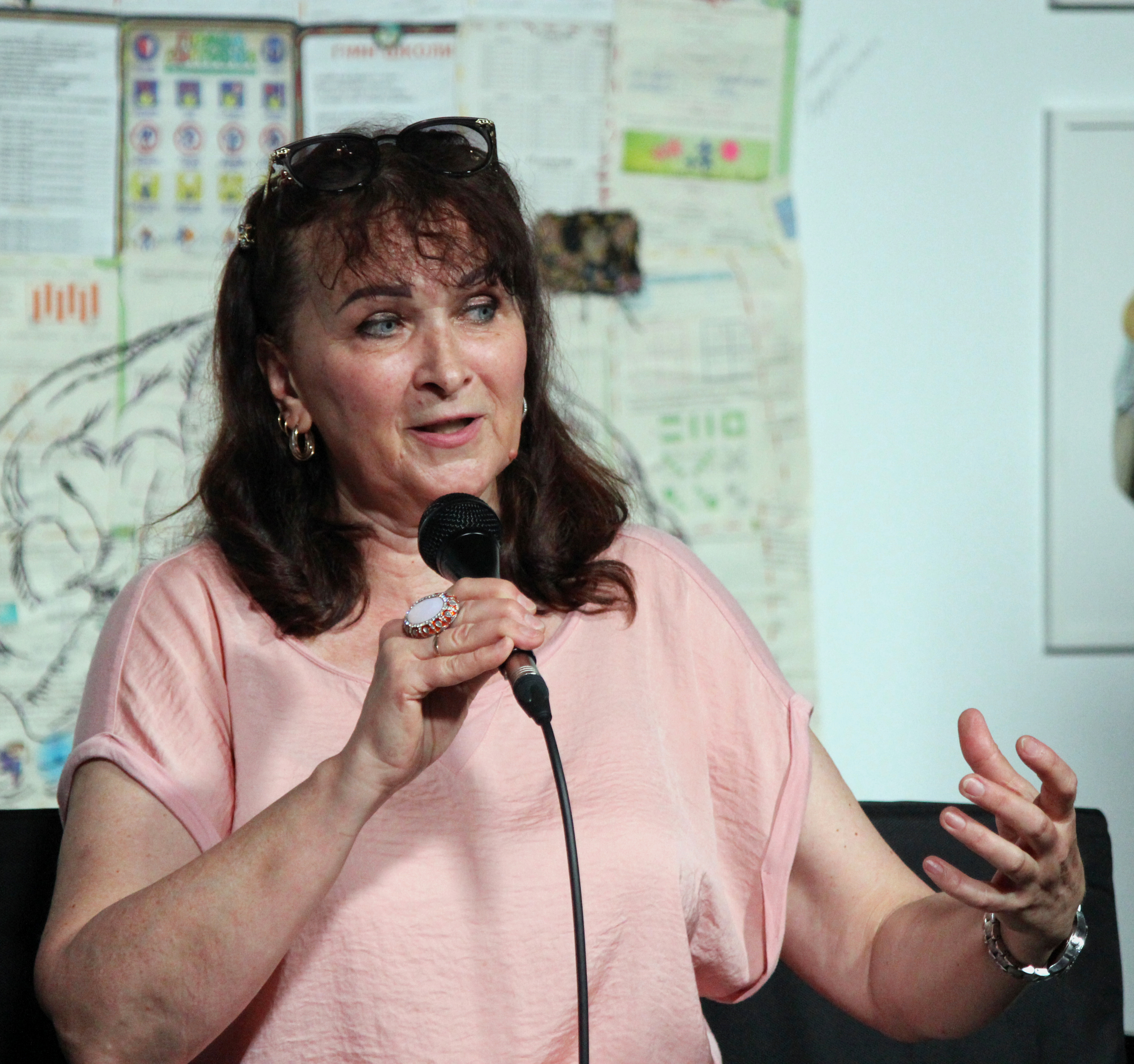
Iren Rosdobudko auf der Kiewer Buch-Arsenal 2021 (Foto: Oleksandr Havryk)

Iren Witalijiwna Rosdobudko (ukrainisch Ірен Віталіївна Роздобудько, international auch Irene Rozdobudko, * 3. November 1962 in Donezk, Oblast Donezk, Ukrainische SSR) ist eine ukrainische Schriftstellerin.

## Leben
Ihr Studium an der Nationalen Taras-Schewtschenko-Universität Kiew schloss Iren Rosdobudko im Fach Journalismus ab. Nach Gelegenheitsjobs, u. a. als Kellnerin, in einer Videothek und bei einem Zirkus, fand sie qualifizierte Arbeit, zunächst als Telegrafistin bei der Regionalabteilung der Nachrichtenagentur TASS in ihrer Heimatstadt Donezk. Dort schrieb sie auch erstmals für eine Zeitung, das Betriebsblatt des Metallurgischen Werk Donezkstahl (Донецкий металлургический завод / Donezkyj metallurhytscheskyj sawod) und war eine Zeitlang als Nachrichtensprecherin im Radio tätig. 1988 übersiedelte sie wieder nach Kiew und arbeitete als Korrektorin bei Suchasnist. Schließlich wurde sie Kolumnistin für zwei Sender des Staatlichen Rundfunks UA:Ukrajinske radio und für die Zeitung Wseukrainsky Wedomosti. Als Mitarbeiterin von надія (Nadiia, deutsch: Hoffnung) war sie im Jahr 2000 Mitglied einer 14-köpfigen ukrainischen Delegation, die auf Initiative der Internationalen Organisation für Migration (IOM) in den Niederlanden und in den USA Strategien zu Prävention und Bekämpfung von Menschenhandel diskutierte. Diese Erfahrung sollte später Eingang finden in einen Essayband, dessen Kapitel zehn bereisten Destinationen folgen. „The story, which seems to be simple and clear at first sight“, so Liudmila Dedchenko in einer Untersuchung aus dem Jahr 2017, „raises one of the most urgent issues for the modern Ukraine – human traffic prevention, Ukrainian women in particular. Here we see that the author plays the role of an authoritative expert, giving advice, recommendations and warns the women sincerely.“ (Rosdobudkos Text, der auf den ersten Blick klar und einfach wirke, greife mit Menschenhandel und dessen Prävention eines der dringlichsten Gegenwartsthemen der Ukraine auf. Betroffen seien vor allem Frauen. Die Schriftstellerin sei hier nicht reine Erzählerin, sondern trete als Expertin auf, mit Ratschlägen, Empfehlungen und Warnungen.)    
Iren Rosdobudkos belletristisches Debüt, der Kriminalroman «Пастка для жар-птиці» / Pastka dlja schar-ptyzi, erschien im Jahr 2000. Es folgten eine Reihe weiterer Detektivgeschichten – ein Beitrag in einer Fachzeitschrift widmete sich schlussendlich dem Vergleich von Rosdobudko und Dorothy Sayers – und Romane. Im Jahr 2006 zählte Rosdobudko zu einer Auswahl ukrainischer Gegenwartsautoren, deren Texte mit der Produktion von zwölf Audio-Disks für Blinde und Sehbehinderte zugänglich gemacht wurden. Sechs Jahre später wurde sie in World Literature Today als „one of the most prolific and popular Ukrainian writers of today“ (zu den produktivsten und beliebtesten Gegenwartsautoren der Ukraine zählend) bezeichnet. Mit Stand 2017 war von dreißig veröffentlichten Werken die Rede.
Ihre Bücher erscheinen bei Folio in Charkiw und bei Nora-Druk in Kiew, den Großteil ihrer Belletristik hat die Autorin sowohl in ukrainischer als auch in russischer Sprache verfasst. Übersetzt wurde Rosdobudko u. a. ins Bulgarische. Anlässlich der ersten englischen Ausgabe, die 2011 in London bei Glagoslav Publications erschienen ist, hieß es in einer kritischen Betrachtung der Übersetzung über Rosdobudkos Stil, er sei „lively and packed tightly with colourful metaphors“ (lebendig, dicht, voll farbenreicher Sprachbilder). Im selben Verlag erschienen 2014 vier Auszüge aus längeren Texten Rosdobudkos in der Sammlung Herstories. An Anthology of New Ukrainian Women Prose Writers (Hrsg.: Michael M. Naydan).
Sie schrieb auch verschiedene Drehbücher, von 2008 bis 2018 für mehrere Fernsehserien, zudem war sie 2014 Koautorin bei The Guide (ukrainisch: «Поводир» / Powodyr, Der Führer) von Oles Sanin. Alleinverantwortlich war sie für das Skript zu einem Film über „die ukrainische Jeanne d’Arc“ (I. Rosdobudko) Olena Teliha («ОЛЕНА ТЕЛІГА. НЕЙМОВІРНА» / Olena Teliha. Nejmowirna, Olena Teliha. Unglaublich) von Roman Browko. 2021 äußerte sie sich im Film Uljanenko Uncensored von Julia Schaschkowa über den 2010 unerwartet verstorbenen Schriftsteller Oles Uljanenko.
2016 gehörte Iren Rosdobudko zu den 25 Beteiligten – darunter auch Serhij Schadan, Jurij Wynnytschuk und Andrij Kurkow – der Anthologie «Я like Україну! Я люблю Україну» / Ja like Ukrajinu! Ja ljublju Ukrajinu. Ihre in Buchform erschienenen „Porträts von Unbekannten“ («Портрети невідомих» / Portrety newidomych) zählte der PEN Ukraine zu den besten Büchern des Jahres 2019.

## Werke (Auswahl)
- «Пастка для жар-птиці» / Pastka dlja schar-ptyzi. 2000.
- Eskort u smert. Nora-Druk, Kiew, 2002.
- Rankovi pribiralnik. Nora-Druk, Kiew, 2005.
- Mandrivky bez sensu i morali. Nora-Druk, Kiew, 2011.
- «Ґудзик» / Gudzyk. Nora-Druk, Kiew, 2011.
  - englisch: The Lost Button. Übersetzt von Michael M. Naydan und Olha Tytarenko, Glagoslav Publications, London, 2012.
- Mym i menep. Nora-Druk, Kiew, 2016.
- «Портрети невідомих» / Portrety newidomych. Academia Publishing Centre, 2019.

## Anerkennungen
- 2000: Коронація слова / Coronation slova, перша премія / Erster Preis für «Пастка для жар-птиці» / Pastka dlja schar-ptyzi.[14]

- 2004: Коронація слова / Coronation slova, перша премія / Erster Preis für «Ґудзик» / Gudzyk.[15]